# كيث لوي
كيث لوي (بالإنجليزية: Keith Lowe) (و. 1985  م) هو لاعب كرة قدم، من المملكة المتحدة، ولد في ولفرهامبتن، يلعب كمُدَافِع.

## روابط خارجية
- كيث لوي على موقع قاعدة بيانات كرة القدم.إي يو (الإنجليزية)
- كيث لوي على موقع Soccerbase.com (لاعب) (الإنجليزية)
- كيث لوي على موقع Soccerway.com (الإنجليزية)